# 平塚久賀
平塚 久賀（ひらつか ひさよし）は、安土桃山時代の武将。平塚為広の弟である。名は「きゅうが」とも。

## 略歴
兄の為広は猛将として知られていたが、その弟である久賀も「大剛の者」として名が高かった。当時、関東を領していた徳川家康はその噂を聞いて召し抱えようとしたが、久賀は「内府（家康）様は吝い人だから、知行を惜しんで栄達は望めぬ」と断って石田三成に仕えた。戦乱で焼失した紀伊国の大福山本恵寺を再建したとされる。慶長5年（1600年）の東西決戦では西軍に属し、9月15日の関ヶ原本戦にも参加して奮戦するが、石田隊は壊滅して久賀は生け捕られた。
そして家康のもとに引き出された。家康は「わしの仕官を断って三成ごときに仕えるから、今日の惨めな姿になったのだ」と嘲弄した。すると久賀は激怒し「武人が戦場に臨んで生け捕りになるのは恥ではない。そういう内府公もかつては今川家の人質だったではないか。それなのに人のことを嘲弄するなど笑止千万。しかも内府公は年寄衆や五奉行との起請文を交わしては破り、太閤の遺命に叛き、秀頼公をないがしろにする武士の風上にもおけぬ輩ではないか。早くわしの首を刎ねろ」と言い返した。すると家康は内心では怒りながらも、激怒して首を刎ねれば久賀を勝利させてしまうと思い、「生かしておいて、長き苦労をさせよ」と述べたという。
その後、大坂の陣の若江の戦いに豊臣方として参戦したともいわれるが、詳細は不明。甥の平塚為景と混合されているという説もある。